# Hiccoda roseitincta
Hiccoda roseitincta är en fjärilsart som beskrevs av George Francis Hampson 1920. Hiccoda roseitincta ingår i släktet Hiccoda och familjen nattflyn. Inga underarter finns listade i Catalogue of Life.